# Park Bom
Park Bom (kor. 박봄; * 24. März 1984 in Seoul) ist eine südkoreanische K-Pop-Sängerin. Sie war Vocalistin der K-Pop Gruppe 2NE1 und ist seit 2019 Solo-Künstlerin, wobei sie bereits 2010 ihre erste Solo Single You & I unter YG Entertainment veröffentlichte. 

## Karriere
Park Bom war von 2009 bis 2016 Mitglied der K-Pop-Gruppe 2NE1. Zuvor nahm sie bereits 2006 die Single Anystar auf, bei der sie von G-Dragon und Gummy unterstützt wurde. Andere Lieder nahm sie in der Zeit vor 2NE1 beispielsweise mit Big Bang oder Lee Hyori auf. Sie stand bei YG Entertainment unter Vertrag. Auch als Solokünstlerin ist sie weiterhin erfolgreich. Für ihr Lied You and I erhielt sie 2010 einen Mnet Asian Music Award für die beste Download-Single. Das Lied war auf Platz 1 der südkoreanischen Gaon Charts. Ihr Lied Don’t Cry erreichte 2011 ebenfalls den ersten Platz. Bei dem Lied Having an Affair (바람났어) von G-Dragon und Park Myeong-su singt sie 2011 als Featuring und auch dieses Lied erreichte 2011 Platz 1. 2013 nahm sie das Lied All I Want for Christmas Is You von Mariah Carey als Coverversion zusammen mit Lee Hi auf.
Seit dem Juli 2018 steht sie bei D-Nation Entertainment unter Vertrag. Im März 2019 hatte Bom ihr Comeback mit der Single Spring. Im Mai des Jahres 2019 veröffentlichte sie ihre Single 4:44.

## Diskografie
EPs
- 2019: re:Blue Rose

Single-Alben
- 2019: Spring

Singles
- 2006: Anystar (feat. G-Dragon & Gummy)
- 2009: You and I
- 2011: Don’t Cry
- 2019: Spring (봄) (feat. Sandara Park)
- 2019: 4:44 (feat. Wheein of Mamamoo)
- 2019: The First Snow
- 2021: Do Re Mi Fa Sol (feat. Changmo)
- 2022: Flower (feat. Kim Minseok of Melomance)

Gastbeiträge
- 2006: We Belong Together (Big Bang feat. Bom)
- 2006: Anystar (Lee Hyori feat. Bom & Lee Joon-gi)
- 2006: Forever with You (Big Bang feat. Bom)
- 2007: Along my Way (Red Roc feat. Bom)
- 2007: Baby Boy (Lexy feat. Bom)
- 2010: Oh Yeah (GD & TOP feat. Bom)
- 2011: Having an Affair (바람났어) (G-Dragon & Park Myeong-su feat. Bom)
- 2012: Up (Epik High feat. Park Bom)
- 2013: Black (Japanische Version) (G-Dragon feat. Bom)
- 2013: All I Want For Christmas Is You (Park Bom & Lee Hi)